# 에드워드 애쉴리

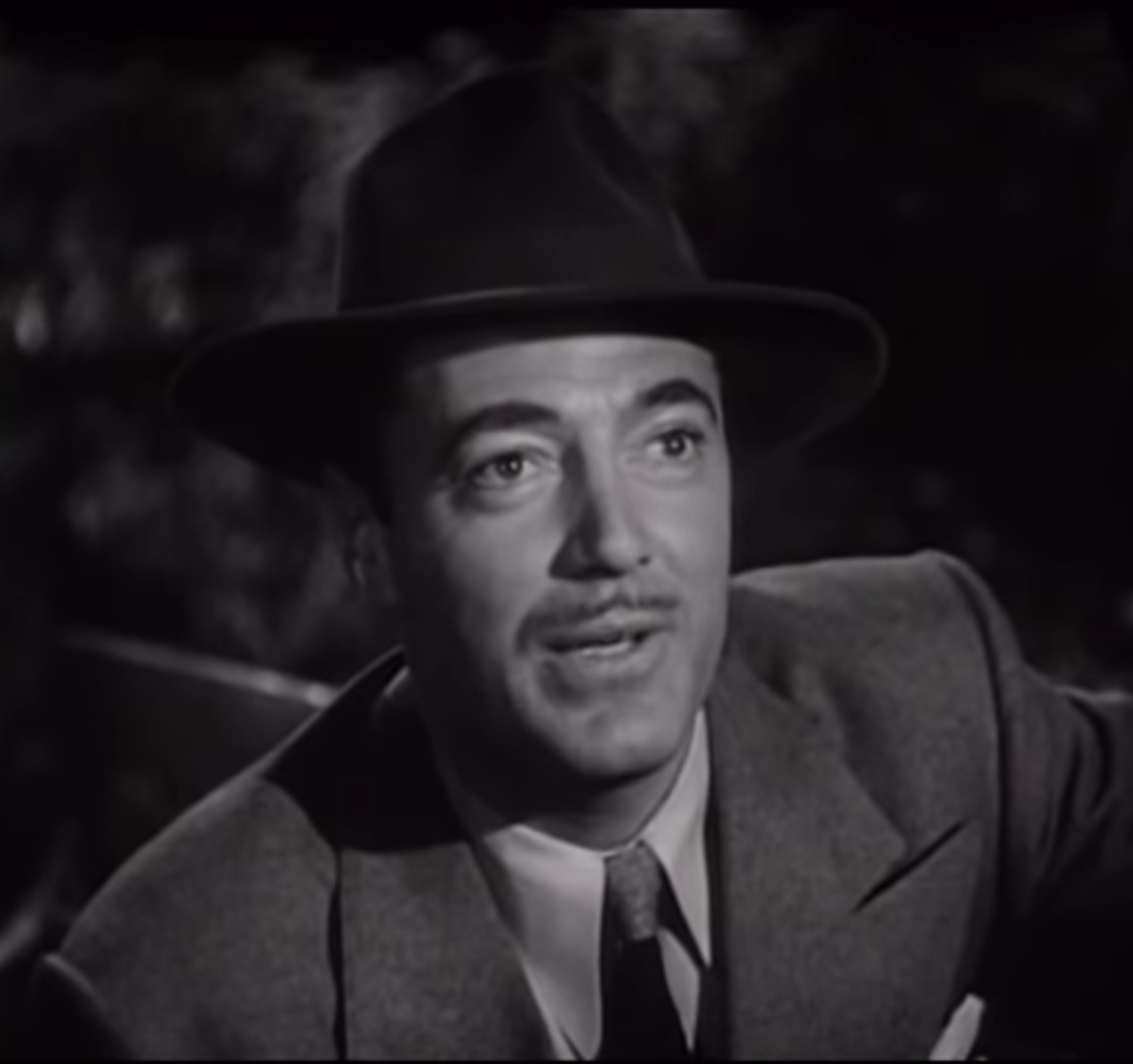

에드워드 애쉴리(Edward Ashley-Cooper, 1904년 8월 12일~2000년 5월 5일)는 미국의 배우, 영화배우이다.
시드니에서 태어났으며 샌디에이고에서 사망하였다. 사인은 심부전이다.

## 영화
- 왁스웍(1988년)
- 코트 제스터(1956년)
- 마카오(1952년)
- 타잔 - 렉스 바커 편 3(1951년)
- 타잔과 인어 (1948년)
- 딕 트레이시 미츠 그루섬(1947년)
- 진실한 사랑(1947년)
- 컴 리브 위드 미(1941년)
- 비터 스윗(1940년)
- 오만과 편견(1940년) - 조지 윅햄 역